# Rudabánya
Rudabánya  – miasto i gmina w północno-wschodniej części Węgier, w pobliżu miasta Kazincbarcika.

## Położenie
Miejscowość leży na obszarze Średniogórza Północnowęgierskiego, niedaleko granicy ze Słowacją. Administracyjnie gmina należy do powiatu Kazincbarcika, wchodzącego w skład komitatu Borsod-Abaúj-Zemplén i jest jedną z jego 33 gmin.

## Współpraca
- Dobšiná, Słowacja
- Borsec, Rumunia